# Cuhnești
Cuhnești è un comune della Moldavia situato nel distretto di Glodeni di 3.074 abitanti al censimento del 2004

## Località
Il comune è formato dall'insieme delle seguenti località (popolazione 2004):
- Cuhnești (1.829 abitanti)
- Bisericani (190 abitanti)
- Cot (50 abitanti)
- Movileni (969 abitanti)
- Serghieni (36 abitanti)